# 潘绥铭
潘绥铭（1950年12月11日—）中国大陆性学家，被稱为“中国性学第一人”。他的研究為中国的性社会学奠基，並提出了「初级生活圈」、「中国性革命」等概念。

## 生平

### 早年生活
1950年12月11日，潘绥铭出生于一个高级干部家庭。:3659岁时，他的父亲就被发配，到30岁时父亲才得到平反青少年時期時就讀於男校。:365在15歲後的20年內，由於文革開始，所以潘绥铭的居所總是不能固定，平均每3年便換一次住所。:365在期間做過红卫兵、农场工人、机关职员等工作。:384
1973年，潘绥铭离开了黑龙江省，回到了内蒙古自治区。1981年他在自己的女儿8个月大時，考上了东北师范大学的研究生，以中世紀史為研究重點，並最終獲得硕士学位。:365

### 教学生涯
他在研究歷史時，接觸了一堆有關原始性文化的書籍，使其震驚，並開始對性學產生興趣。:366后来又接觸關於中國古代房中术及東方性文化的典著。之後他被分配到中國人民大学的历史系任教，而當時的历史系主任號召年輕的教師開設新課，故此其報了一門《外国性观念发展史》上去，:385他因此獲得領導正面評價，批准開講，並設為本科生的必修課。當時的听课女学生骂他“脸皮厚”，有教授劝他停课，又有人审查他的身份，後來他把該課的講義集結成書——《神秘的聖火》。兩年後轉至社会学系繼續任教，在該系教授《性社会学》，同為本科生的必修課，之後其又成為了全校碩士研究生的選修課。:391除此之外也協助開辦了《性科学培训班》，1991年结束。:391
1986年潘绥铭开始進行性社会调查，設計了一個有40多項問題的問卷，但由於其欠缺相關調查經驗，所以該次調查以失敗告吹。4年後成功進行了首項調查《北京市婚姻新情况的调查研究》，报告完成後获得北京市优秀社会科学研究三等奖。:397在1985-1989年的四年夏天期间，潘綏銘会在日落前前往城市的公园测定伴侶的亲呢行為與所處的情景的關係。:374之後為了預防艾滋病蔓延，而受命進行一項有關男同性戀群體的研究，1994年終結。:401他从20世纪90年代开始便從其研究中意识到中国正在出现一场性革命，並把其總結為生殖革命、性表现的革命、性关系的革命、性行为的革命、社会性别的革命。:373
自1997年起，潘绥铭数度一个人入住红灯区，和“小姐们”吃住一起，做学术研究和考察，后来出版了《存在与荒谬》、《情境与感悟》、《小姐：劳动的权利》等专著。:395在2000年-2015年期間主持了四次全国总人口随机抽样的性关系与性行为调查，並在1991年至2006年期間主持了五次有關大學生性行为的調查，:394以此寫成《性之變：21 世紀中國人的性生活》、《中國當代大學生的性觀念與性行為》等著作。

### 被迫退休
2012年，潘绥铭教授因“科研资金使用不明”而遭到了行政处分，从二级教授降为三级教授，退休年龄也降为60岁，故被迫提前退休。潘绥铭长期主持对中国性工作者的大型访谈，其中牵涉到给性工作者访谈报酬的问题，而此次事发的原因也正与此笔报酬因无法开发票而导致使用不明有关。

## 思想
潘绥铭是性学家，曾自谓：“饭岛爱永远活在我的硬盘里，我也看耽美漫画。”潘绥铭不认同“处女情结”，认可“婚前性行为”鼓励年轻人恋爱，“在校期间没有谈过恋爱等于白念四年，这是教育部长的失职，该为此道歉！”并且撰文提倡青少年婚前性行为，“性教育只应该有一个‘终极关怀’的目标：帮助所有的个体，尤其是下一代，都尽可能多地获得‘性福’。性教育面对的是人，是青春。这些，我们牺牲不起，也没有权利去牺牲。”

### 爱情论
潘绥铭诠释“什么是爱情”时说：“中国传统上只有夫妻恩爱。浪漫情爱，是从西方传过来的，公元11世纪，法国普罗旺斯省出现了第一个歌颂浪漫爱情的游吟诗篇《罗兰骑士之歌》（实际上中几乎完全没有女性角色，仅在诗歌最后数行简单交代了罗兰的恋人闻其死讯悲痛而亡），在那之前没有这东西，在西方经过1000年的成长，五四之后传到中国。现在但凡读书人，受过点教育的人，都信仰这个。那么在浪漫情爱出产地西方，为什么出现了性爱分离？其中的一个原因就是爱情难于实现哪，这不就是这么简单吗？西方性革命为什么首先从大学生中刮起来，尤其在美国特别明显，跟这个有相当大的关系——爱情的幻灭。美国进入性革命的第三阶段，性和爱分离了。”

### 处男处女情结
2010年，潘绥铭在广州大学演讲中解说了自己的“处男处女情结”观点：“我们过去把性欲定义太窄了，只定义为男女上床，性幻想这些算不算啊？如果你把这些精神活动加起来的话，男性性欲最旺盛的是青春期的第一年。其实对于男性来说，你就想到处女的问题，有处男吗？男生从青春期第一天开始就遗精，性梦至少三天一回吧，性幻想至少一天五回吧？”他指着男大学生们问：“其实你就经常这样过着性生活，都十来年了，你还说你是处男？！”

### 一夜情
2004年11月，潘绥铭在广东省科学馆作“21世纪中国的性问题”性学讲座， 为“一夜情”等最新性词语做了自己的注解。潘绥铭认为“一夜情”的主要特征是“邂逅相逢”、“就性论性”和“互不纠缠”，而并非很多人认为的买卖淫。

### 性工作者
2004年11月，潘绥铭在广东省科学馆作“21世纪中国的性问题”性学讲座，对于“性工作者”，潘绥铭表示了自己的观点：“小姐也是人，对她们进行的研究，也必须是在平等和尊重的基础上进行”。

## 個人著作
| 年分   | 書籍名稱                                                                                   | 出版社             | 國際標準書號            | 參考來源 |
| ------ | ------------------------------------------------------------------------------------------ | ------------------ | ----------------------- | -------- |
| 1988年 | 《神秘的圣火——性的社会史》                                                                 | 河南人民出版社     | ISBN 7-215-00290-X      | [ 12 ]   |
| 1995年 | 《中國性現狀——潘绥铭性学专题》                                                             | 光明日報出版社     | ISBN 9787800916700      | [ 13 ]   |
| 1996年 | 《性学与性社会学》                                                                         | 福特基金会         | （未公开发行）          | :394     |
| 1998年 | 《性，你真的懂了吗？－21世纪性学读本》                                                     | 中国检查出版社     | ISBN 7-80086-508-8      | :394     |
| 1998年 | 《中国性学百科全书·性社会学卷》（主编、唯一撰稿人）                                        | 中国大百科出版社   | ISBN 7-5000-5938-8      | :394     |
| 1999年 | 《存在與荒謬－－中国地下性产业考察》                                                       | 群言出版社         | ISBN 7-80080-233-7      | [ 14 ]   |
| 2000年 | 《中国当代大学生的性观念与性行为》（合著）                                                 | 商务印书馆         | ISBN 7-100-02957-0      | :394     |
| 2000年 | 《生存与体验－－对一个红灯区的追踪考察》                                                   | 中国社会科学出版社 | ISBN 7-5004-2810-3      | :394     |
| 2004年 | 《当代中国人的性行为与性关系》（合著）                                                     | 社会科学文献出版社 | ISBN 7-80190-131-2      | :394     |
| 2004年 | 《性爱十年：全国大学生性行为的追踪调查》（合著）                                           | 社会科学文献出版社 | ISBN 7-80190-188-6      | :394-5   |
| 2005年 | 《小姐：劳动的权利――中国东南沿海与东北城市的对照考察》（合著）                             | 香港大道出版社     | ISBN 988-98037-5-5      | :395     |
| 2005年 | 《情境与感悟—西南中国三个红灯区探索》（合著）                                              | 万有出版社         | ISBN 986-81778-2-0      | :395     |
| 2005年 | 《呈现与标定----中国“小姐”深研究》（合著）                                                 | 万有出版社         | ISBN 986-81778-3-9      | :395     |
| 2005年 | （合著）                                                                                   |                    | ISBN 974-9930-83-5      | :395     |
| 2006年 | 《中国性革命纵论》                                                                         | 万有出版社         | ISBN 986-81778-5-5      | :395     |
| 2008年 | 《中国性革命成功的实证：全国成年人口随机抽样调查结果简报，2000年与2006的对照研究》（合著） | 万有出版社         | ISBN 978-986-83350-5-9  | :395     |
| 2008年 | 《“男客”的艾滋病风险及干预》（合著）                                                       | 万有出版社         | ISBN 978-986-83350-5-6  | :395     |
| 2008年 | 《流动·性·艾滋病防治――项目报告》（合著）                                                   | 万有出版社         | ISBN 978-986-83350-7-3  | :395     |
| 2008年 | 《性，研究 》（合著）                                                                      | 万有出版社         | ISBN 978-986-84328-5-7  | :395     |
| 2011年 | 《性社会学》（合著）                                                                       | 中国人民大学出版社 | ISBN 9787300133171      | :395     |
| 2011年 | 《论方法：社会学调查的本土实践与升华》                                                     | 中国人民大学出版社 | ISBN 978-7-300-142286-9 | :395     |
| 2013年 | 《性之变：21 世纪中国人的性生活》（合著）                                                  | 中国人民大学出版社 | ISBN 9787300163741      | :395     |
| 2017年 | 《2000-2015 中国人的全性（Sexuality）》                                                             | 1908 有限公司      | ISBN 9789881419477      | :395     |